# Lubomír Holeček
Lubomír Holeček (9. února 1946, Kolín – 7. května 1976, Praha), často psán jako Luboš Holeček, byl představitelem studentského hnutí v šedesátých letech 20. století.

## Život
Jako student Fakulty strojního inženýrství ČVUT v Praze se stal jednou z čelných postav pražského vysokoškolského hnutí a v letech 1964 až 1969 měl vliv na celé československé studentské hnutí. S Jiřím Müllerem tam redigoval časopis Buchar. V roce 1965 se stal předsedou komise Vysokoškolské rady, která měla usilovat o oddělení Československého svazu mládeže od bezprostředního vlivu KSČ (tzv. Komise jedenácti).
Z politických důvodů musel studia v roce 1967 přerušit, když byl z fakulty vyloučen, dokonce až potom, co byl povolán na vojnu, aniž by v tom zabránil jeho špatný zdravotní stav. Stalo se tak proto, že se zastal Müllera, který byl před tím rovněž z fakulty vyloučen a musel na vojnu. Po ukončení vojenské služby se v roce 1968 vrátil k vysokoškolským studiím, tentokrát na pražské filosofické fakultě, avšak angažoval se i v několika vystoupeních na fakultě strojní a elektrotechnické (Zengerova posluchárna na Karlově náměstí a velká posluchárna 256 v Dejvicích). Tam také inicioval zrušení Československého svazu mládeže na vysokých školách, za nadšeného souhlasu přeplněných poslucháren.
Na začátku roku 1968 spoluorganizoval několik velkých veřejných shromáždění. Vystoupil např. 20. března na shromáždění v tehdejším Parku kultury a oddechu Julia Fučíka (dnes Výstaviště – zúčastnilo se 15 tisíc lidí). V proslovu, který přenášel i rozhlas, poděkoval reformním dubčekovským komunistům, ale zároveň vyhlásil, že studentská generace se s jejich ideologií socialismu s lidskou tváří neztotožňuje. Odmítl také výslovně vedoucí úlohu KSČ, kterou obhajovali někteří další přítomní řečníci (např. profesor Eduard Goldstücker).
V listopadu 1968, po srpnové invazi vojsk Varšavské smlouvy do Československa, se stal členem Akčního výboru pražských studentů, který vyhlásil studentskou stávku. Ta proběhla od 18. do 21. listopadu 1968 na téměř všech českých a mnoha slovenských vysokých školách.
V roce 1969 podepsal dopis českých studentů nadaci Bertranda Russella s výzvou k dodržování lidských práv. Na začátku roku 1969 se zúčastnil jejího zasedání ve Stockholmu, které odsoudilo invazi vojsk Varšavské smlouvy do Československa.
Jan Palach si ho poté, co se zapálil na Václavském náměstí, pozval 19. ledna 1969 do nemocnice. Jak uvádí web Totalita.cz, „Holeček byl pro něj takovou morální autoritou, že jedině s ním byl ochoten mluvit“. Po Palachově úmrtí Holeček hovořil na jeho pohřbu. Palach si podle něj nepřál, aby jeho čin někdo následoval. Historik Petr Blažek ale Holečkovo tvrzení zpochybňuje, Palach byl podstatně radikálnější, a v době, kdy hovořil s Holečkem už nebyl schopen souvisle mluvit. I přes Holečkovy výzvy se upálilo několik dalších lidí.
Později se Holeček připojil k žalobě čtyř dalších osobností (Emil Zátopek, Pavel Kohout, Luděk Pachman, Vladimír Škutina), kterou podaly na komunistického poslance Viléma Nového kvůli křivému nařčení v souvislosti s Palachovým upálením. Ten o nich prohlásil, že prý Palacha k činu naváděli, oni ale Palacha vůbec neznali. Žaloba byla zamítnuta se zdůvodněním, že „žalující nemají právo hájit svou čest před socialistickým soudem, neboť jako známí antisocialisté a pravicoví oportunisté tuto čest stejně již ztratili“.
Znovu vyloučen ze studií byl rozhodnutím kárné komise FF UK v roce 1970 pro tzv. „pravicově orientovanou a negativní činnost ve studentském hnutí a ve veřejnosti v letech 1968 a 1969“. Spolu s dalšími osobnostmi studentského hnutí 60. let Helenou Klímovou a Jiřím Müllerem sestavil rukopisné dějiny studentského hnutí nazvané Studenti a moc.
Zemřel v květnu 1976. Srazilo a usmrtilo ho auto na tramvajovém ostrůvku v Praze na Invalidovně. Viník nehody nebyl potrestán.[zdroj?]